# Kiyoshi Yamashita

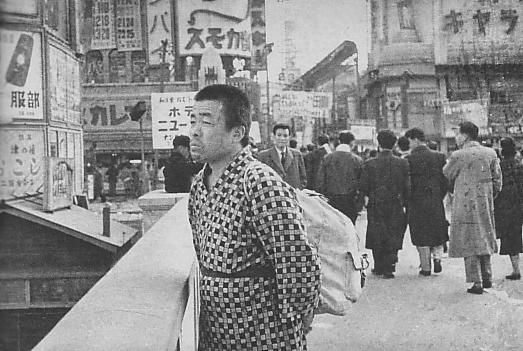
Kiyoshi Yamashita en el puente Ebisubashi, 1955

Kiyoshi Yamashita (山下 清 ,Yamashita Kiyoshi (nacido como Seiji Obashi?) 10 de marzo de 1922 – 12 de julio de 1971) fue un artista Japonés. Es famoso por sus viajes recorriendo todo Japón, durante los cuales, a menudo, vestía una camiseta sin mangas, obteniendo el apodo de “El General Desnudo.”

## Primeros años
Yamashita nació en Asakusa, Tokio. A los tres años, padeció un trastorno abdominal agudo que, aún sin ser un riesgo para su vida, lo dejó con un ligero impedimento del habla y algún daño neurológico.
En la escuela primaria, Yamashita fue víctima de acoso escolar y en una ocasión hirió a un compañero de clase con un cuchillo. Por este motivo, sus padres decidieron ingresarle en la institución Yahata para personas con discapacidad mental situada en Ichikawa, Chiba.  Su coeficiente intelectual (CI) fue medido con un resultado de 68.  Fue aquí cuando empezó a experimentar utilizando pedazos de papel rotos para crear imágenes. Su talento fue reconocido por el experto en salud mental Ryuzaburo Shikiba, quién organizó una exhibición en Osaka del trabajo de Yamashita que recibió grandes elogios.
Cansado de la vida en la institución, y con el fin de evitar el examen físico obligatorio para el reclutamiento en el Ejército Imperial Japonés, Yamashita huyó en 1940 para comenzar su deambulación por todo Japón, que duraría hasta el año 1954.
A los 21 años, el personal de la institución le encontró ayudando en un restaurante y le obligó a presentarse al examen de reclutamiento. Eventualmente fue considerado exento del servicio. Los acontecimientos de esta época fueron registrados en su “Diario Errante” de 1956, y la imagen más popular de Tamashita viajando solo por todo el país con su mochila viene de este período.

## Trabajos
Yamashita utilizaba la técnica chigiri-e cuyo método consistía en pegar piezas de papel coloreado rotas juntas para representar los escenarios que veía en sus viajes; algunas de sus obras más famosas, como “”Nagaoka no hanabi”” y “”Sakurajima”” las hizo de esta manera. Poseyendo memoria eidética, Yamashita generalmente recreaba toda la escena de memoria cuando regresaba a la institución o a su casa. Debido a esto, Yamashita es a menudo considerado autista.
En el período de posguerra, se hizo ampliamente conocido como el “Van Gogh Japonés” o el “General Desnudo” (debido a su hábito de llevar una camiseta sin mangas en sus viajes). En 1956, se inauguró la Exposición Kiyoshi Yamashita en la tienda Daimaru en Tokio, y recorrió el país, haciendo parada en 130 lugares en Japón y atrayendo más de 500,000 visitantes. En junio de 1961, Yamashita y Shikiba se embarcaron en una gira de 40 días por Europa. Aquí reprodujo muchos lugares y monumentos famosos que vio.

## Muerte
Yamashita murió por una hemorragia cerebral a los 49 años de edad.

## Legado
Su obra sigue siendo muy apreciada en todo Japón, y es objeto de exposiciones frecuentes. Su vida fue retratada en una serie de larga duración de drama japonés, Hadaka no Taishō Hōrōki (裸の大将放浪記,?   El Registro Errante del General Desnudo), que estuvo en antena desde 1980 hasta 1997.